# منطقه فاس–مکناس
فاس مکناس (به فرانسوی: Fès-Meknès) یک منطقه در مراکش است. فاس مکناس ۴٬۲۳۶٬۸۹۲ نفر جمعیت دارد.